# Лићенат (језеро)
Лићенат (алб. Liqenat) је језеро код планине Лићенат у склопу Проклетија на западном делу Косова и Метохије. Познато је широм Косова и Метохије због своје бистрине и посећују га људи који иду у Руговску клисуру или који се пењу на оближње врхове као што су Лећинат (2.341 ) и Жути камен (2.522 ). Налази се на надморској висини од 1.970 , изнад насеља Кућиште.